# 皮莫兰 (汝拉省)
皮莫兰（法語：Pimorin，法語發音：[pimɔʁɛ̃]）是法国汝拉省的一个市镇，属于隆斯勒索涅区。

## 地理
皮莫兰（46°30'13"N, 5°30'16"E）面积10.29 平方千米，位于法国勃艮第-弗朗什-孔泰大區汝拉省，该省份为法国东部内陆省份，北起上索恩省，西北接科多尔省，西临索恩-卢瓦尔省，南至安省，东与杜省和瑞士接壤。
与皮莫兰接壤的市镇（或旧市镇、城区）包括：克雷西亚、日尼、卢瓦西亚、楠屈斯、罗托奈。

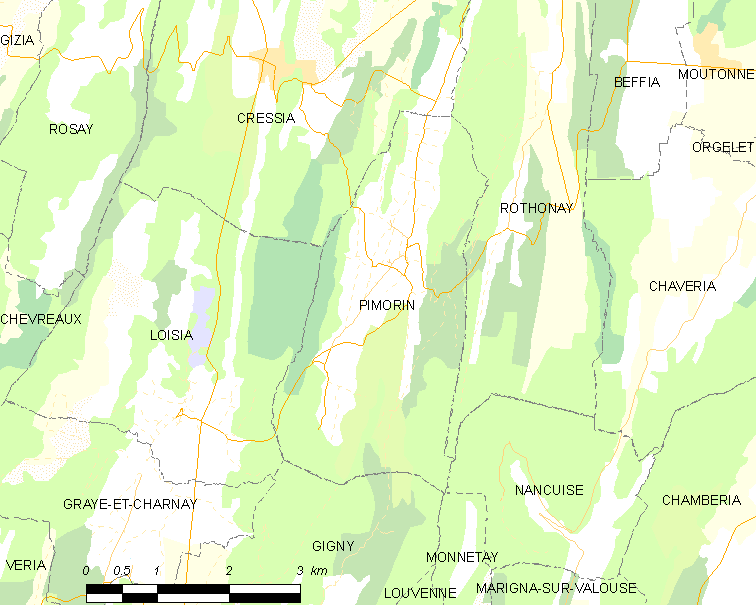
的OSM定位图

皮莫兰的时区为UTC+01:00、UTC+02:00（夏令时）。

## 行政
皮莫兰的邮政编码为39270，INSEE市镇编码为39420。

## 政治
皮莫兰所属的省级选区为穆瓦朗昂蒙塔涅县。

## 人口

1962-2008年间人口变化图示

皮莫兰于2022年1月1日时的人口数量为204人。